# Tom Wlaschiha
Thomas Rayme Wlaschiha(20 de junho de 1973), mais conhecido como Tom Wlaschiha, é um ator alemão. Internacionalmente conhecido por interpretar Jaqen H'ghar na série Game of Thrones, bem como Sebastian Berger na série de TV Crossing Lines.
Wlaschiha nasceu em Dohna, quando tinha 17 anos viajou para Agawam, Massachusetts, como estudante de intercâmbio onde permaneceu lá por um ano, atuando no teatro e estudando inglês.

## Ligações Externas
- «Sítio oficial»
- Tom Wlaschiha. no IMDb.